# Al Purvis
Allan Ruggles „Al“ Purvis (* 9. Januar 1929 in Trochu, Alberta; † 13. August 2009 in Brentwood Bay, British Columbia) war ein kanadischer Eishockeyspieler. Bei den Olympischen Winterspielen 1952 gewann er als Mitglied der kanadischen Nationalmannschaft die Goldmedaille.    

## Karriere
Allan Purvis begann seine Karriere als Eishockeyspieler bei der Juniorenmannschaft Calgary Buffaloes. Anschließend wechselte er in den Seniorenbereich zu den Edmonton Mercurys. Mit der Mannschaft repräsentierte er Kanada bei der Weltmeisterschaft 1950 sowie bei den Olympischen Winterspielen 1952. 

### International
Für Kanada nahm Purvis an den Olympischen Winterspielen 1952 in Oslo teil, bei denen er mit seiner Mannschaft die Goldmedaille gewann. In acht Spielen erzielte er zwei Tore. Zuvor gewann er mit seiner Mannschaft bereits bei der Weltmeisterschaft 1950 die Goldmedaille. 

## Erfolge und Auszeichnungen
- 1950 Goldmedaille bei der Weltmeisterschaft
- 1952 Goldmedaille bei den Olympischen Winterspielen